# Katija Pevec
Katija Mira Pevec (ur. 1 marca 1988 w Honolulu) – amerykańska aktorka, znana głównie z roli Lauren Zelmer w serialu dla młodzieży To tylko gra (2005–2006). Zagrała również rolę Molly w filmie Pidżama party, Kelly McMurphy w serialu sensacyjnym Bez śladu (2006) oraz Becky w dramacie Life Is Hot in Cracktown (2009).